# Wyryki-Adampol
Wyryki-Adampol – wieś w Polsce położona w województwie lubelskim, w powiecie włodawskim, w gminie Wyryki.
| SIMC    | Nazwa       | Rodzaj    |
| ------- | ----------- | --------- |
| 0110935 | Dziesięciny | część wsi |
| 0110941 | Małoziemce  | część wsi |

W latach 1975–1998 miejscowość administracyjnie należała do województwa chełmskiego.
Wieś jest sołectwem w gminie Wyryki.
We wsi znajduje się cmentarz prawosławny z nagrobkami z I poł. XX wieku.
Wierni Kościoła rzymskokatolickiego należą do parafii św. Mikołaja w Lubieniu.